# Exocarpos odoratus
Exocarpos odoratus är en sandelträdsväxtart som först beskrevs av Friedrich Anton Wilhelm Miquel, och fick sitt nu gällande namn av A. Dc.. Exocarpos odoratus ingår i släktet Exocarpos och familjen sandelträdsväxter. Inga underarter finns listade i Catalogue of Life.